# Primo circular

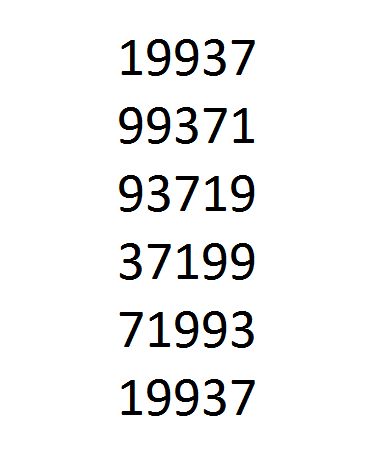
As permutações cíclicas do número primo 19937.

Um primo circular é um número primo com a propriedade que o número gerado a cada passo intermediário quando permutando ciclicamente seus dígitos (na base 10) também é um número primo. Por exemplo, 1193 é um primo circular, pois 1931, 9311 e 3119 são todos também primos. Um primo circular com no mínimo dois dígitos deve consistir somente de combinações dos dígitos 1, 3, 7 ou 9, porque tendo 0, 2, 4, 6 ou 8 como o último dígito torna o número divisível por 2, e tendo 0 ou 5 como o último dígito torna-o divisível por 5. A lista completa dos menores primos representativos de todos os ciclos conhecidos de primos circulares (os primos de um dígito repunits são os únicos membros de seus respectivos ciclos) é 2, 3, 5, 7, R2, 13, 17, 37, 79, 113, 197, 199, 337, 1193, 3779, 11939, 19937, 193939, 199933, R19, R23, R317, R1031, R49081, R86453, R109297 e R270343, onde Rn é um primo repunit com n dígitos. Não há outros primos circulares até 1023. Um tipo de primo relacionado aos primos circulares são os primos permutáveis, que são um subconjunto dos primos circulares (todo primo permutável também é um primo circular, mas não necessariamente vice-versa).